# ISO 3166-2:AU
La ISO 3166-2:AU es el subconjunto de la norma ISO 3166-2 que define geocódigos para Australia. La primera parte es el código AU establecido en la ISO 3166-1 para Australia, la segunda parte es alfabética de 2 o 3 caracteres. Abarca 6 estados y 2 territorios. Territorios menores que están bajo la administración del gobierno de la Commonwealth, que son el Territorio de la Bahía de Jervis, las Islas Ashmore y Cartier, y las Islas del Mar del Coral, no figuran en la lista.

## Códigos actuales
Los nombres de las subdivisiones se ordenan según el estándar ISO 3166-2 publicado por la Agencia de Mantenimiento ISO 3166 (ISO 3166/MA).
Pulsa sobre el botón en la cabecera para ordenar cada columna.
| Código | Nombre de la subdivisión (en) | Nombre de la subdivisión (es)        | Categoría de la subdivisión |
| ------ | ----------------------------- | ------------------------------------ | --------------------------- |
| AU-NSW | New South Wales               | Nueva Gales del Sur                  | estado                      |
| AU-QLD | Queensland                    | Queensland                           | estado                      |
| AU-SA  | South Australia               | Australia Meridional                 | estado                      |
| AU-TAS | Tasmania                      | Tasmania                             | estado                      |
| AU-VIC | Victoria                      | Victoria                             | estado                      |
| AU-WA  | Western Australia             | Australia Occidental                 | estado                      |
| AU-ACT | Australian Capital Territory  | Territorio de la capital australiana | territorio                  |
| AU-NT  | Northern Territory            | Territorio del Norte                 | territorio                  |

Los territorios externos de Isla de Navidad, Islas Cocos y la Isla Norfolk tienen sus propios códigos en la ISO 3166-1, por tanto no están incluidos en la entrada de Australia en ISO 3166-2. No hay códigos en la ISO 3166-2 para:
- Islas Ashmore y Cartier
- Territorio Antártico Australiano (parte de la Antártida con código nacional AQ)
- Islas del Mar del Coral
- Territorio de la Bahía de Jervis

## Cambios
Los siguientes cambios de entradas han sido anunciados en los boletines de noticias emitidos por el ISO 3166/MA desde la primera publicación del ISO 3166-2 en 1998, cesando esta actividad informativa en 2013.
| Informe     | Fecha de emisión | Descripción del cambio reportado                                                      | Cambio de código o subdivisión |
| ----------- | ---------------- | ------------------------------------------------------------------------------------- | --- |
| Boletín I-6 | 2004-03-08       | Cambia el código de la subdivisión, de acuerdo con el patrón australiano AS 4212-1994 | Códigos:Nueva Gales del Sur: AU-NS → AU-NSW Queensland: AU-QL → AU-QLD Tasmania: AU-TS → AU-TAS Victoria: AU-VI → AU-VIC Territorio de la capital australiana: AU-CT → AU-ACT |

Los siguientes cambios a la entrada figuran en el listado del catálogo en línea de la ISO:
| Fecha real del cambio | Breve descripción del cambio                            |
| --------------------- | ------------------------------------------------------- |
| 2015-11-27            | Se actualiza el origen de la lista                      |
| 2016-11-15            | Se actualizan el origen de la lista y el de los códigos |

## Territorios externos
Los territorios externos de Australia tienen oficialmente asignados sus propios códigos nacionales en la ISO 3166-1, con los siguientes códigos alpha-2:
- CC Islas Cocos
- CX Isla de Navidad
- HM Islas Heard y McDonald
- NF Isla Norfolk

Bajo las definiciones en la ISO 3166-1, las Islas Ashmore y Cartier, y las Islas del Mar del Coral están cubiertas por Australia, y el Territorio Antártico Australiano lo está por la Antártida, con el código AQ en la alfa-2.